# Verbinderdose
Eine Verbinderdose (VDo) beziehungsweise die flacher gebaute, steckerkompatible Steckverbinderdose (SvDo) sind Telefondosen, die von der damaligen Deutschen Bundespost von etwa 1963 bis zur Einführung der TAE-Dose 1987 verbaut wurden. Sie dienen zum festen Anschluss von Telefonen und sind gelegentlich noch an Hauptanschlüssen anzutreffen. Der wesentliche Unterschied zum zeitgenössischen ADo-System, wie auch zum heutigen TAE-Steckverbindungssystem ist, dass bei der Verbinderdose die Verbindung nur hergestellt oder gelöst werden kann, wenn der Deckel der Dose abgeschraubt wird. Das TAE-System löste das VDo-System wie auch das ADo-System ab.

## Verwendung
Verbinder- und Steckverbinderdosen wurden von der Bundespost schwerpunktmäßig in Privathaushalten verwendet. Die Dosendeckel waren so konstruiert, dass die Schrauben in eine Vertiefung gesetzt waren. In diese wurde nach Anschluss des Telefons eine Plombe eingesetzt, die nur durch Zerstörung entfernt werden konnte. Damit konnte die Deutsche Bundespost Manipulationsversuche am Telefonanschluss erkennen.

## Vorgänger
Etwa ab 1948 bis zur Einführung des Verbinderdosensystems wurden von der Deutschen Post in den westlichen Besatzungszonen (ab 1950 Deutsche Bundespost) zum Anschluss von Wählapparaten schwarze oder weiße „Klemmdosen“ aus Bakelit verwendet. Diese gab es als Aufputz- oder Unterputzdosen, wobei die Leitungsdrähte angeschraubt werden.
Mit der Bezeichnung „W 32“ (vierpolig) und „W 35“ (sechspolig) gibt es zwei verschiedene Aufputz-Klemmdosen. Beide haben innen zwei kleine Stecker, die für Prüfzwecke gezogen werden können, wodurch die Verbindung La und/oder Lb unterbrochen wird. Als Unterputz-Klemmdose gibt es die fünfpolige „W 33“ sowie die fünfpolige Anschlussdose „W 34“.
Die „W 34“ ist keine Verbinderdose, sondern dient zur Aufnahme eines „Walzensteckers“ und ist daher eine Anschlussdose. Etwa ab 1960 wurde die „W 34“ als „ADo ZB 50“ bezeichnet.
Diese Klemmdosen wurden schwerpunktmäßig zum Anschluss des Wählapparates W 48, aber auch für das Modell 36, den  W 38 oder einen Trommelwähler verwendet.

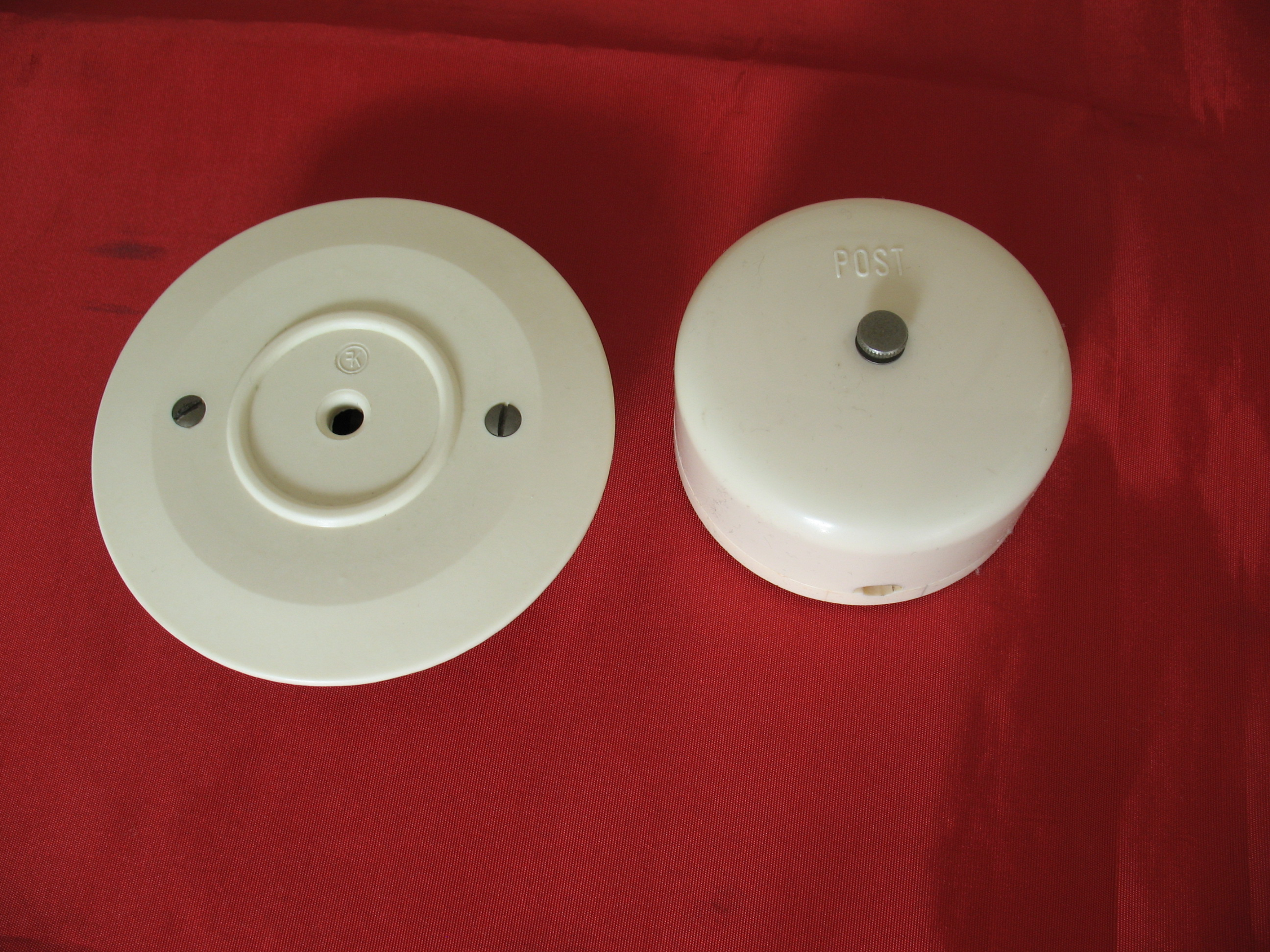
Klemmdose W 33 und W 32
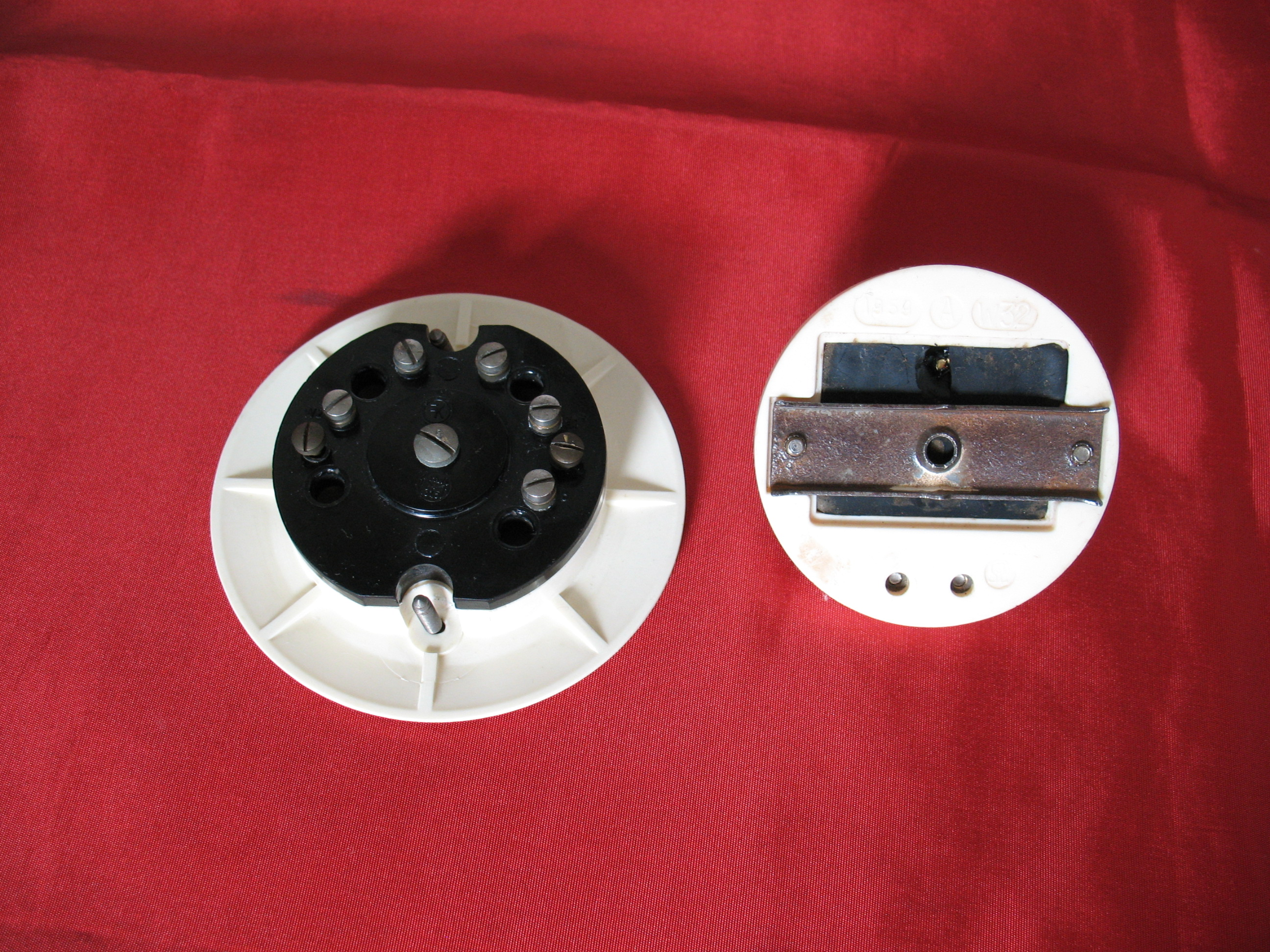
Klemmdose W 33 und W 32, Unterseite
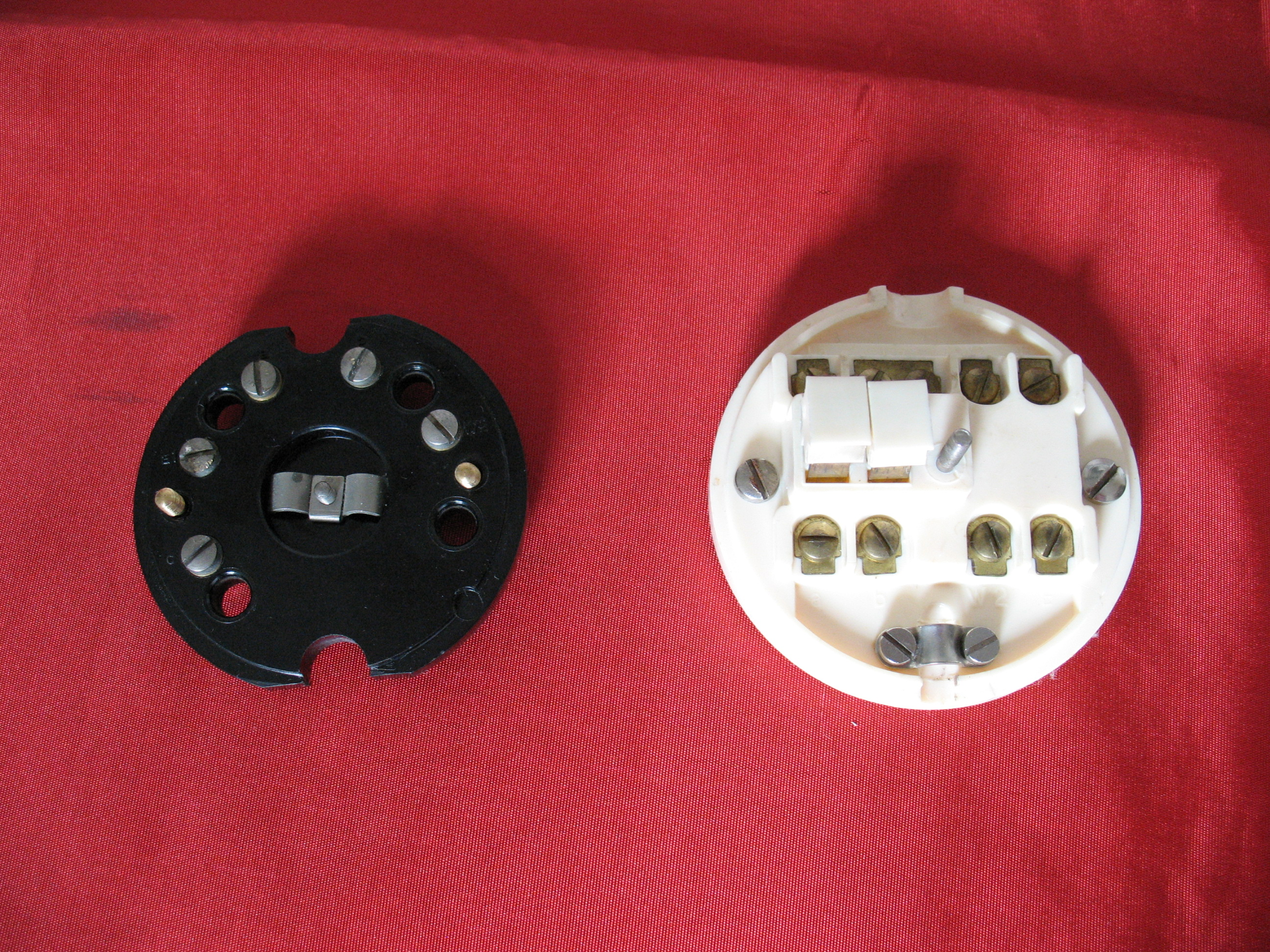
Klemmdose W 33 und W 32 von Innen

## VDo 4
Bis Ende der 1980er Jahre stellte die Deutsche Bundespost Telefone mit Anschlusskabeln an vierpoligen Steckverbindungen, den AS-4-Steckern, und die entsprechenden Verbinderdosen (VDo 4) bereit. Für den in den 1980er Jahren aufkommenden „Doppelanschluss“, bei dem zwei Telefonanschlüsse zu einer ermäßigten Grundgebühr bereitgestellt wurden, gab es die entsprechende Doppeldose VDo 4/4, die zwei Anschlusskabel aufnehmen konnte.

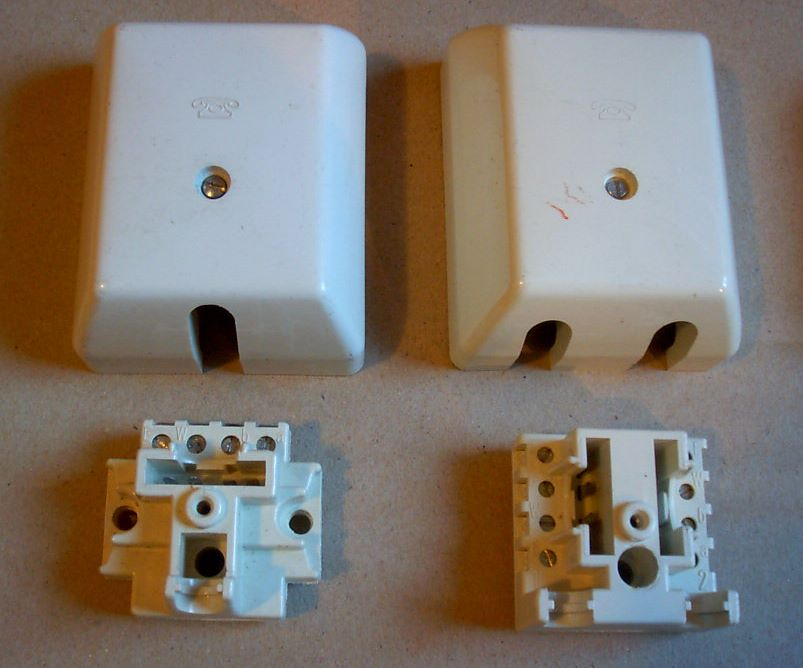
VDo 4 Aufputz (links), VDo 4/4 Aufputz (rechts, für zwei Telefone)
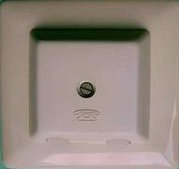
VDo 4/4 Unterputz (für zwei Telefone)
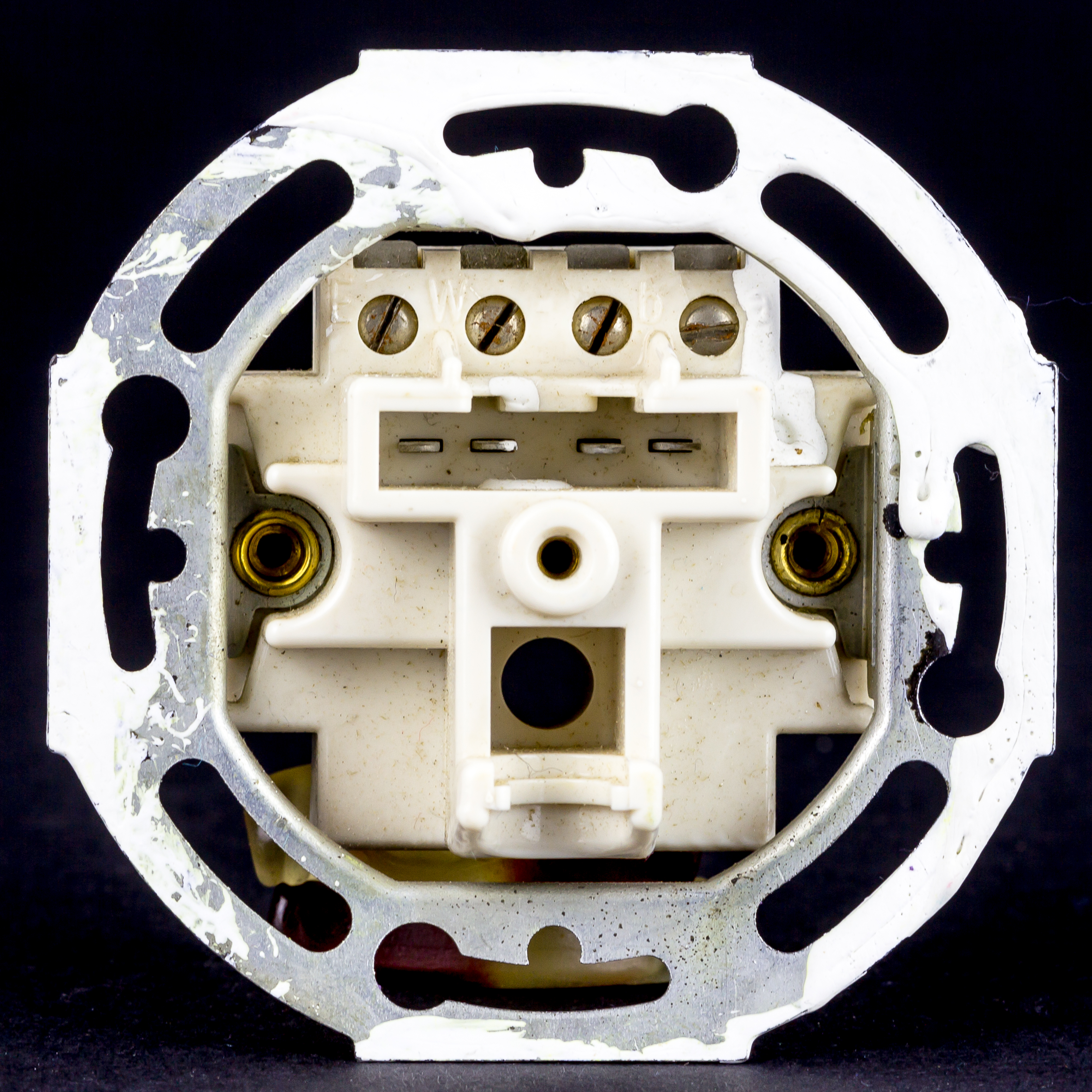
VDo 4 Unterputz ohne Deckel
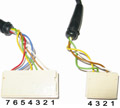
Anschlussstecker AS-7 und AS-4

VDo 4

| Anschluss- belegung | Name | Bedeutung                                                        | Farbe des Drahtes (bei Regelbeschaltung) bei | Farbe des Drahtes (bei Regelbeschaltung) bei | Farbe des Drahtes (bei Regelbeschaltung) bei |
| Anschluss- belegung | Name | Bedeutung                                                        | Stecker- belegung                            | Dose*) („Telekom-Kabel“)                     | Dose*) (Standardkabel)                       |
| ------------------- | ---- | ---------------------------------------------------------------- | -------------------------------------------- | -------------------------------------------- | -------------------------------------------- |
| 1                   | a    | Leitung „a“ der a/b-Schnittstelle der Teilnehmeranschlussleitung | 1 weiß                                       | rot ohne Ring                                | rot                                          |
| 2                   | b    | Leitung „b“ der ab-Schnittstelle der Teilnehmeranschlussleitung  | 2 braun                                      | rot mit einfachem Ring (Ringabstand 17 mm)   | schwarz                                      |
| 3                   | W    | Zweitwecker oder Tonrufzweitgerät                                | 3 grün                                       |                                              |                                              |
| 4                   | E    | „Erde“ für Nebenstelle und DEV                                   | 4 gelb                                       |                                              |                                              |

## VDo 7
Für besondere Apparate, wie beispielsweise den FeTAp 613 für eine A2-Schaltung, die verwendet wird, um zwei Telefone an einer Teilnehmeranschlussleitung zu betreiben, gibt es auch die 7-polige Variante VDo 7. Die zusätzlichen drei Pole verbinden das zweite Telefon schaltungstechnisch mit dem Sonderapparat.
Im privaten Bereich wurden auch 7-polige Doppeldosen (VDo 7/7) und 9-polige Sondertypen verwendet.

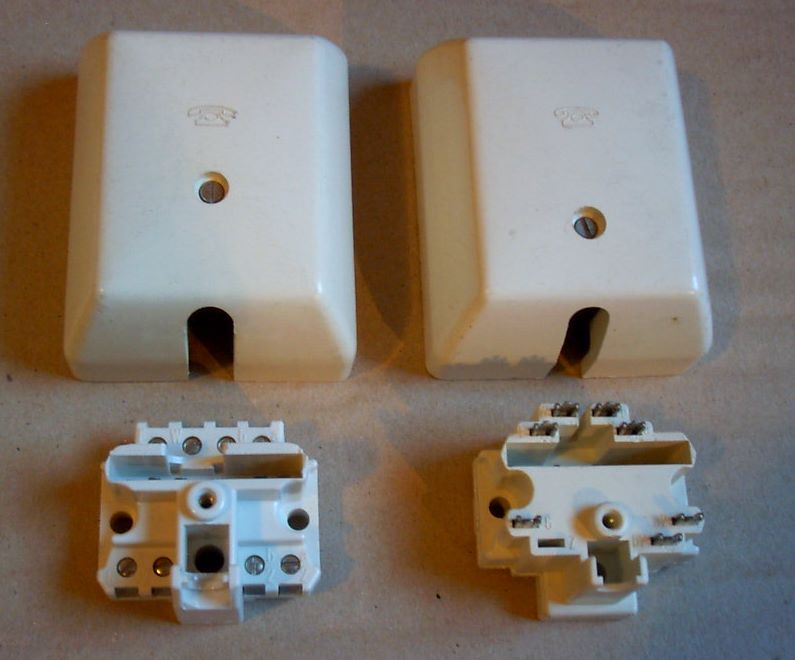
Aufputz-Anschlussdose VDo 7, rechts mit Schneidklemmen
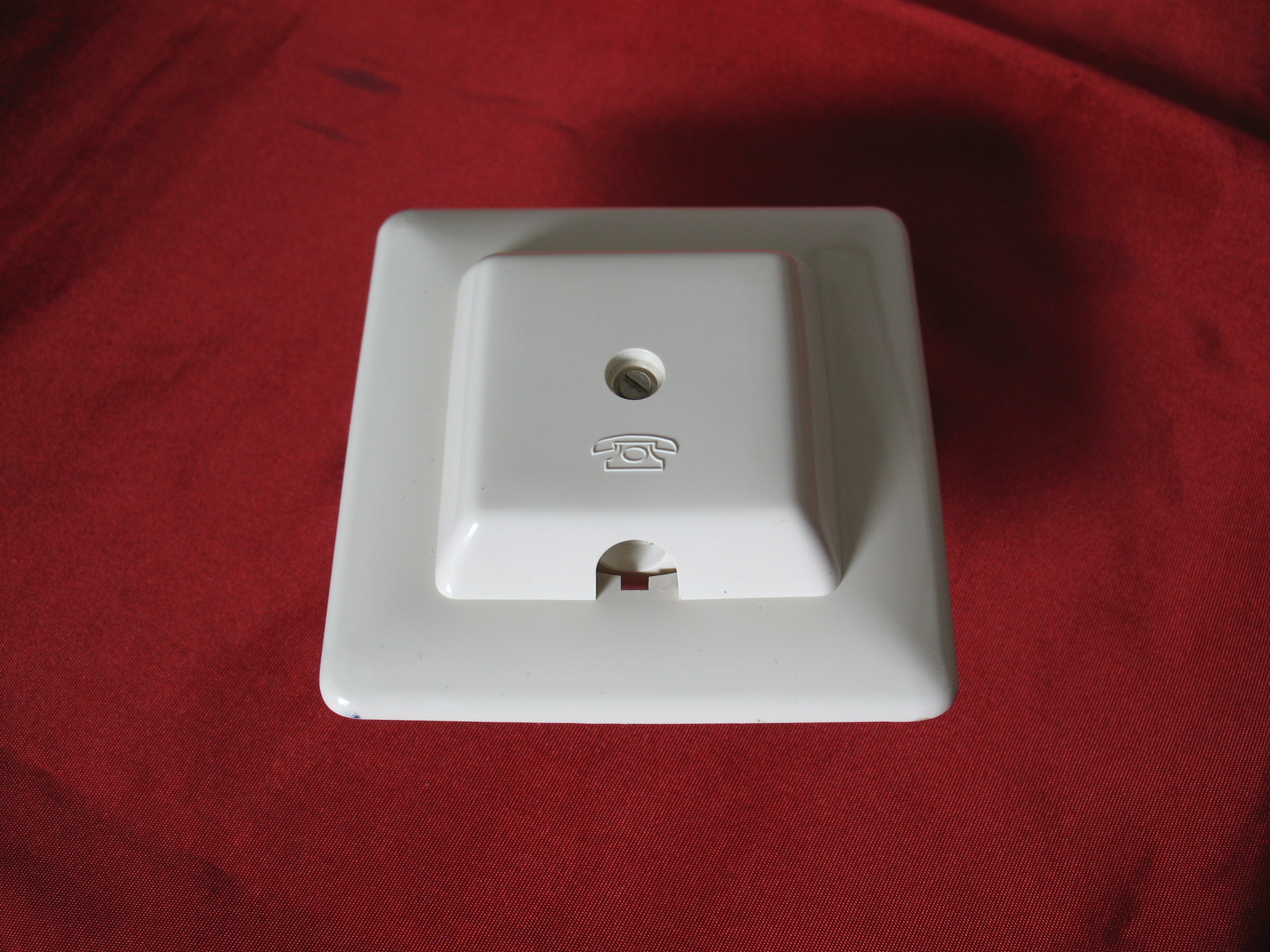
Unterputz-Anschlussdose VDo 7
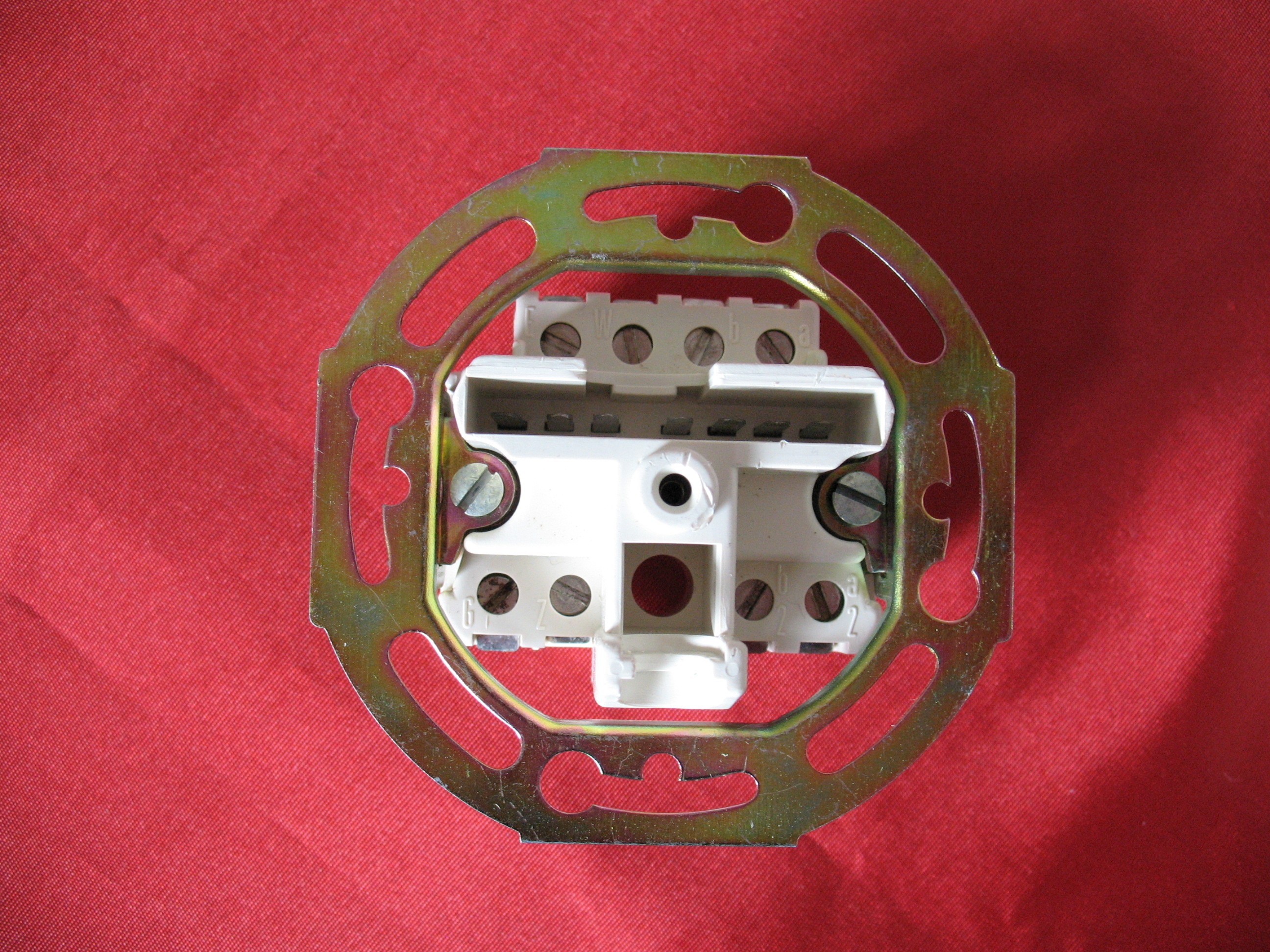
Unterputz-Anschlussdose VDo 7 von innen

VDo 7

| Anschluss- belegung | Name | Bedeutung                                                        | Farbe des Drahtes (bei Regelbeschaltung) bei | Farbe des Drahtes (bei Regelbeschaltung) bei | Farbe des Drahtes (bei Regelbeschaltung) bei |
| Anschluss- belegung | Name | Bedeutung                                                        | Stecker- belegung                            | Dose*) („Telekom-Kabel“)                     | Dose*) (Standardkabel)                       |
| ------------------- | ---- | ---------------------------------------------------------------- | -------------------------------------------- | -------------------------------------------- | -------------------------------------------- |
| 1                   | a2   | Leitung „a“ wird durch das Gerät geschleift                      | 1 weiß                                       | rot mit Doppelring (Ringabstand 34 mm)       | weiß                                         |
| 2                   | b2   | Leitung „b“ wird durch das Gerät geschleift                      | 2 braun                                      | rot mit Doppelring (Ringabstand 17 mm)       | gelb                                         |
| 3                   | a    | Leitung „a“ der a/b-Schnittstelle der Teilnehmeranschlussleitung | 3 grün                                       | rot ohne Ring                                | rot                                          |
| 4                   | b    | Leitung „b“ der ab-Schnittstelle der Teilnehmeranschlussleitung  | 4 gelb                                       | rot mit einfachem Ring (Ringabstand 17 mm)   | schwarz                                      |
| 5                   | W    | Wecker des zweiten Telefones, Zweitwecker oder Tonrufzweitgerät  | 5 grau                                       |                                              |                                              |
| 6                   | E    | „Erde“ für Nebenstelle und DEV                                   | 6 blau                                       |                                              |                                              |
| 7                   | G    | Externer Gebührenanzeiger                                        | 7 rot                                        |                                              |                                              |

*) Die verwendeten Aderfarben bei der Beschaltung von Verbinderdosen sind abhängig von den verlegten Kabeln und den darin nutzbaren Adern.

## Adapter auf „1. TAE“

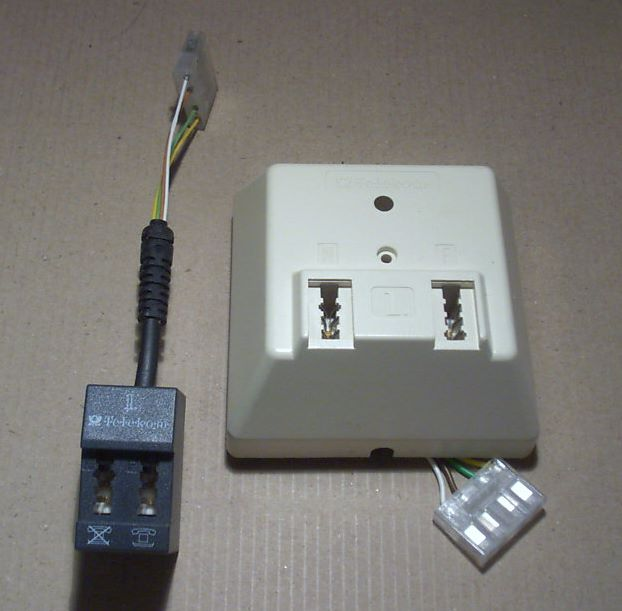
Adapter für VDo

Seit 1987 wird im Netz der Deutschen Bundespost, wie auch später bei der Deutschen Telekom AG, generell die TAE als Anschlusseinheit (in Vorbereitung auf die Liberalisierung des Endgerätemarkts am 1. Juli 1989) verwendet. Ab 1994 gab es bei der Telekom kostenlose Adapter zur Umrüstung vorhandener Verbinderdosen (SvDo bzw. VDo) auf die 1. TAE (inklusive passivem Prüfabschluss).